# El Doncello (ort)
El Doncello är en ort i Colombia.   Den ligger i departementet Caquetá, i den centrala delen av landet, 400 km söder om huvudstaden Bogotá. El Doncello ligger 357 meter över havet och antalet invånare är 13 082.
Terrängen runt El Doncello är varierad. Runt El Doncello är det glesbefolkat, med 16 invånare per kvadratkilometer. El Doncello är det största samhället i trakten. Omgivningarna runt El Doncello är huvudsakligen savann.